# Dötk
Dötk es un pueblo ubicado en el condado de Zala, Hungría.

## Superficie
Posee una superficie de 1,72 kilómetros cuadrados.

## Demografía
Hasta 2021 la población era de 51 habitantes, con una densidad de población de 29,65 habitantes por kilómetro cuadrado. En 2011 el 96,0% de la población estaba conformada por húngaros y la religión predominante era el catolicismo.